# Germán Bannen
Germán Bannen Lay (Talagante, 25 de mayo de 1928-Santiago, 14 de octubre de 2019) fue un arquitecto y urbanista chileno, Premio Nacional de Arquitectura 2003.
Su trabajo profesional lo desarrolló como asesor urbanístico y arquitecto de la Municipalidad de Providencia, comuna céntrica de la capital chilena; fue profesor de la Escuela de Arquitectura y Urbanismo de la Universidad Católica, donde formó a una gran cantidad de generaciones de arquitectos junto a su mujer Liliana Lanata Macchi.

## Biografía
Ingresó a la Pontificia Universidad Católica de Chile a estudiar arquitectura, carrera que terminó en la Pontificia Universidad Católica de Valparaíso, donde obtuvo el título en 1956 (primera generación de arquitectos de esa casa de estudios). Posteriormente se especializó en Desarrollo Urbano en el Centro de Estudios Ekísticos de Atenas, Grecia (1972).
Desde 1962 hasta 1988 fue asesor urbanista y director del Departamento de Desarrollo Urbano de la Municipalidad de Providencia; director de la Sociedad CORMU Providencia (desde 1973), director nacional del Colegio de Arquitectos de Chile (1992-1996) y asesor en materias urbanas de la citada municipalidad (1989-2015).
En el ámbito académico, fue profesor de taller en su alma máter porteña (1956-1958); enseñó asimismo en la Católica de Santiago (desde 1974); y en 2001 hizo clases en las universidades de La Serena y en la Técnica Federico Santa María (Valparaíso).
Tras una vida de aportes al urbanismo, la formación de otros profesionales y diversos logros, falleció el 14 de octubre de 2019 a los 91 años.

## Obra

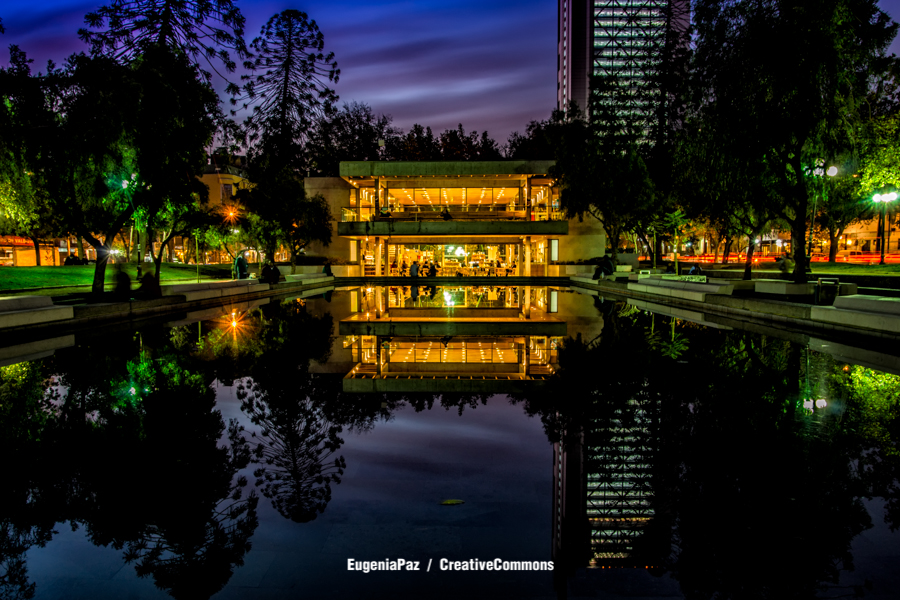
Vista trasera Café Literario Parque Bustamante

Germán Bannen proyectó y ejecutó varias obras arquitectónicas y urbanísticas relevantes como: 
- Parque de las Esculturas.[4]
- Avenida Nueva Providencia.[1]
- Café literario del parque Balmaceda.[1]
- Café literario de parque Bustamante.[5]

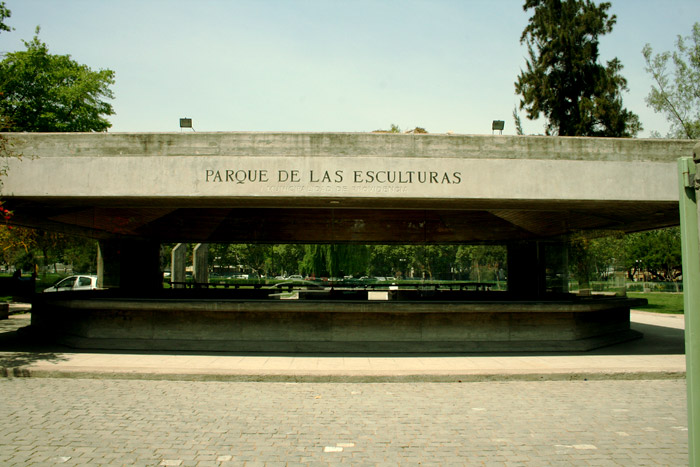
Frontis Pabellón Parque de las esculturas.

- Club Providencia.
- Remodelación de avenida Pocuro.
- Plaza Pedro de Valdivia.[1]

## Premios y reconocimientos
- Premio del Colegio de Arquitectos 1974 por el proyecto Nueva Providencia
- Premio del Ministerio de la Vivienda y Urbanismo 1980 a la Municipalidad de Providencia por su labor en el campo del desarrollo urbano
- Premio Alfredo Johnson 1995, otorgado por el Colegio de Arquitectos
- Premio Federación Panamericana de Arquitectos 1997
- Profesor Emérito de la Universidad Católica (1998)
- Premio Nacional de Urbanismo 2003.[6][7]